# Dominique Provost-Chalkley
Dominique Provost-Chalkley (Dom P-C) (Bristol, 24 marzo 1990) è un'artista britannica.
È nota per aver interpretato la parte di Waverly Earp nella serie Wynonna Earp.

## Biografia
All'età di 4 anni studia danza ma dopo poco inizia a studiare anche recitazione e canto. All'età di 16 anni partecipa al musical Dirty Dancing a Londra. Muove i primi passi in tv nella serie televisiva musical Britannia High.
Nel 2013 prende parte al film The Seasoning House.
Successivamente partecipa al musical Viva Forever! basato sulle canzoni delle Spice Girl. 
Nel 2015 partecipa al film Avengers: Age of Ultron.
Dal 2016 recita nella serie TV Wynonna Earp, dove inizialmente fece il provino per il ruolo della protagonista per essere successivamente richiamatƏ per interpretare Waverly, la sorella della protagonista.
Nel 2020 fa coming out come queer, e nel 2021 come non-binary e genderfluid; i suoi pronomi sono They/Them.

## Filmografia

### Cinema
- The Seasoning House, regia di Paul Hyett (2012)
- Avengers: Age of Ultron, regia di Joss Whedon (2015)

### Televisione
- Britannia High - serie TV, 9 episodi (2012)
- Wynonna Earp - serie TV, 49 episodi (2016-2021)
- I misteri di Murdoch (Murdoch Mysteries) - serie TV, 2 episodi (2016)
- L'esercito delle 12 scimmie (12 Monkeys) - serie TV, episodio 3x01 (2017)
- Una figlia ritrovata (Separated at Birth), regia di Jean-François Rivard – film TV (2018)

## Doppiatrici italiane
Nelle versioni in italiano dei suoi film, Dominique Provost- Chalkley è stata doppiata da:
- Francesca Bielli in Wynonna Earp
- Letizia Ciampa in Una figlia ritrovata